# Danny Peyronel
Danny Peyronel (Buenos Aires, Argentina, 15 de noviembre de 1953) es un cantante, músico y compositor de rock que se desempeñó como tecladista en los grupos británicos Heavy Metal Kids y UFO, así como en el grupo argentino Riff y los grupos españoles Banzai y Tarzen, entre otros, además de ser músico de sesión para importantes músicos de la escena internacional. Es hermano menor del baterista y cantante Michel Peyronel.

## Biografía
Danny creció en Buenos Aires, Estados Unidos y Europa, estudió composición musical en The Juilliard School de New York, y vivió desde los 19 hasta los 30 en Londres, donde fue miembro fundador del grupo de rock Heavy Metal Kids, en 1973, desempeñándose como tecladista-cantante y principal compositor de la banda junto a Ronnie Thomas. 
Con ellos graba dos LP para el sello Atlantic Records y participa en giras por el Reino Unido, Europa y EE. UU.
En 1975 abandona esta formación, para unirse, en calidad de tecladista-cantante, a los ya prestigiosos y ascendentes UFO de Michael Schenker y Phil Mogg, banda con la cual grabó el LP No Heavy Petting (1976), el cual cuenta, entre algunos de sus temas, con composiciones del propio Peyronel.
Cabe agregar que Danny fue el primer tecladista que tuvo UFO, ya que la banda era un cuarteto sin teclados antes de su ingreso.
Luego de este álbum abandona UFO, formando el grupo The Blue Max, con el cual graba un disco para el sello Charisma.
Hacia fines de los '70 y principios de los '80, Peyronel se aboca a la producción y composición, colaborando con diversos artistas, entre los que sobresalen Meat Loaf (para quien escribió el tema Midnight at the Lost and Found, hit incluido en el álbum homónimo), la cantante nigeriana Sade, y el proyecto conjunto Mason-Fenn, del baterista de Pink Floyd (Nick Mason), y Rick Fenn, del grupo 10cc.
En 1983 aparece como invitado en la banda de su hermano Michel: Riff, con quienes graba y coproduce un álbum en vivo (En acción), y radicándose en España, se incorpora al grupo de heavy metal Banzai, liderado por el guitarrista Salvador Domínguez.
A mediados de los '80, en Madrid, Danny funda el grupo Tarzen, con Michel y Salvador Domínguez, con quienes graba dos álbumes de estudio.
Tarzen emprende una gira de estadios por América, como acto apertura de Twisted Sister, pero se disuelven hacia principio de los noventa. 
Danny se radica momentáneamente en Los Ángeles, California, colaborando con el hitmaker Desmond Child, autor y compositor para artistas como Aerosmith, Bon Jovi o Cher.
En 2003 edita un nuevo álbum de estudio con unos redivivos Heavy Metal Kids: Hit the Right Button, y en 2005, su único álbum solista hasta ahora, Make the Monkey Dance.
En 2011 forma X-UFO, con exmiembros de dicha banda y del Michael Schenker Group, editando un CD en vivo: X-UFO Vol. 1, the Live Files.
En 2014, la banda completa una metamorfosis en House of X, editando un CD de material nuevo e inédito, salvo por una versión del tema de Danny Martian Landscape, escrito en su momento para UFO, y editado originalmente en el LP No Heavy Petting.